# Pagode Tu Hieu
La pagode Từ Hiếu (en vietnamien: Chùa Từ Hiếu) est une pagode bouddhiste situé à 5 kilomètres au sud-ouest du centre-ville de Hué (Viêt Nam).

## Historique et description

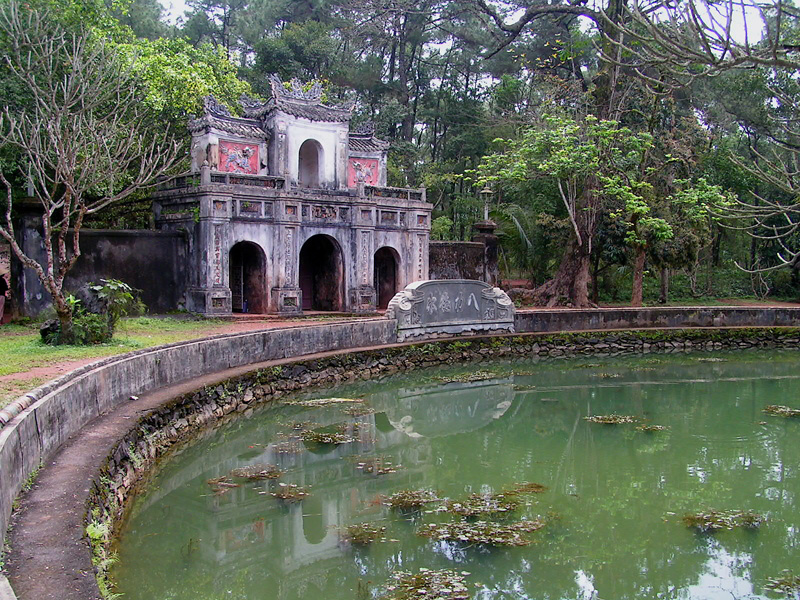
Vue de l'étang de lotus devant la triple porte

La pagode se trouve dans une pinède au nord du tombeau de Tu Duc. Elle est fondée par un bonze en 1843, mais elle prend son ampleur actuelle lorsque la dynastie Nguyen donne l'autorisation de la faire construire sous sa forme actuelle. Elle est bâtie à la demande des eunuques de la Cité jaune impériale qui la financent. Ne pouvant avoir d'enfants, ils s'assuraient de la sorte que des moines satisfassent pour eux au culte des ancêtres et au confort de leur existence dans l'au-delà.
L'autel principal est consacré au Bouddha dit Sakyamuni ou Thich Ca. D'autres autels possèdent des tablettes qui entretiennent le souvenir d'eunuques de haut rang de la Cité jaune impériale, dont les tombes se trouvent au jardin de la pagode.
On remarque un étang artificiel en forme de croissant avec des lotus devant la triple porte.